# Peleteria bidentata
Peleteria bidentata är en tvåvingeart som beskrevs av Chao och Zhou 1987. Peleteria bidentata ingår i släktet Peleteria och familjen parasitflugor. Inga underarter finns listade i Catalogue of Life.